# Sochaux
Sochaux [soˈʃo] ist eine französische Gemeinde mit 3772 Einwohnern (Stand 1. Januar 2022) im Département Doubs (Region Bourgogne-Franche-Comté). Wichtige Städte in der Nähe sind Montbéliard und Belfort.
Bekannt ist Sochaux als Standort der größten Automobil-Fabrik der Marke Peugeot mit etwa 10.500 Mitarbeitern (Stand 2019), durch den Zweitliga-Fußballverein FC Sochaux und das Musée de l’Aventure Peugeot.

## Geographie
Sochaux liegt auf 317 m bis 398 m, zwischen dem Jura-Gebirge und dem Gebirge der Vogesen, in der sogenannten Burgundischen Pforte, einer breiten Niederung zwischen den Städten Montbéliard und Belfort. Das lediglich 2,17 km² große Gemeindegebiet ist heute fast ausschließlich überbaut, insbesondere nimmt das Fabrikgelände von Peugeot einen gewichtigen Teil des Gemeindegebiets ein.

## Sehenswürdigkeiten
Von 1876 bis 1877 wurde durch Jean Frédéric Fallot eine lutherische Kirche erbaut. Nach Inkrafttreten des Gesetzes zur Trennung von Religion und Staat von 1905 ging dieser Kirchbau auf den Staat über, der ihn nunmehr als Schule nutzte. Im Jahre 1906 errichtete die lutherische Kirchengemeinde darum eine neue Kirche, wieder nach Plänen Fallots. Sie wurde 1939 einseitig erweitert, zur geplanten symmetrischen Erweiterung auf der anderen Seite kam es nie.
|  |  |

## Bevölkerung
Mit 3772 Einwohnern (Stand 1. Januar 2022) gehört Sochaux zu den großen Gemeinden des Départements Doubs. 1962 wurden noch 7557 Einwohner gezählt, seitdem ist die Bevölkerungszahl aufgrund von Abwanderungen stark rückläufig. Seit 1990 wurde jedoch wieder ein leichtes Wachstum verzeichnet. Die Einwohner von Sochaux werden auf Französisch Sochaliens genannt.
Sochaux ist ein Vorort der Stadt Montbéliard, deren Agglomeration 117.510 Bewohner zählt. Im erweiterten Großraum (Belfort und Montbéliard) leben ca. 250.000 Menschen.

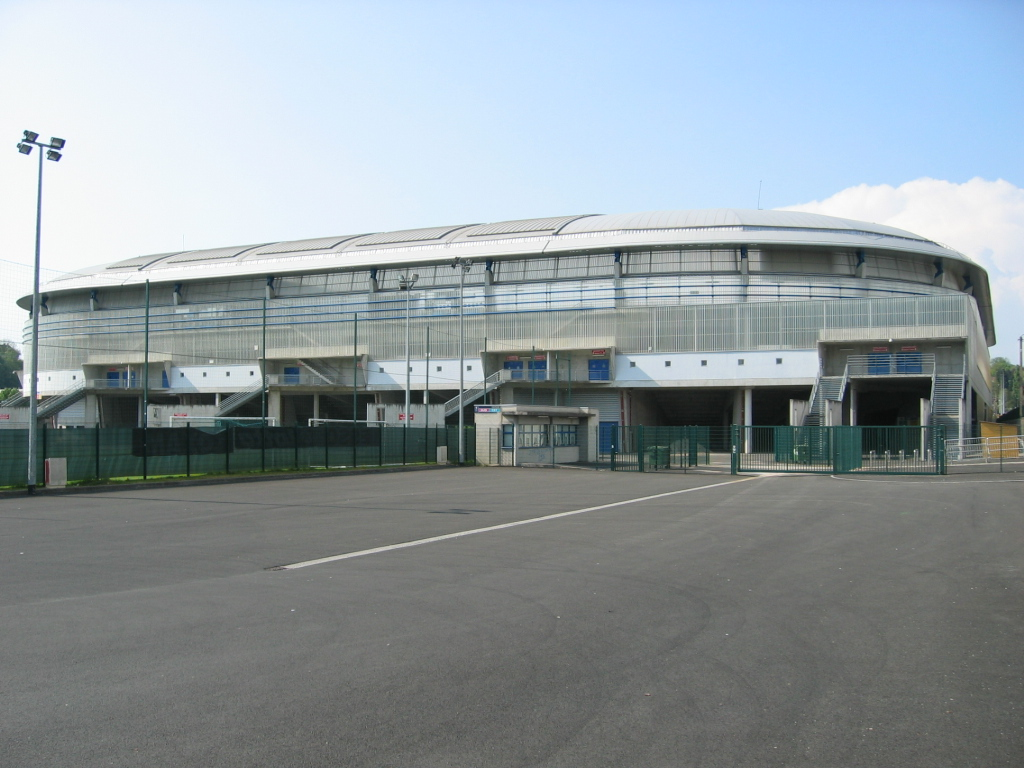
Stade Auguste-Bonal

| Jahr                       | 1962 | 1968 | 1975 | 1982 | 1990 | 1999 | 2009 | 2016 |
| Einwohner                  | 7557 | 6116 | 6344 | 5254 | 4419 | 4491 | 4152 | 4015 |
| Quellen: Cassini und INSEE |      |      |      |      |      |      |      |      |

## Sport
Bekannt wurde Sochaux wegen seines Fußballclubs, des FC Sochaux, der derzeit in der Ligue 2 spielt. Sochaux stieg 2014 aus der Ligue 1 ab. Gegründet wurde der „Werksklub“ des Autoherstellers Peugeot im Jahr 1928. Das Stade Auguste-Bonal (früher: Stade de la Forge) wurde 1931 in unmittelbarer Nachbarschaft zur Fabrik errichtet; es fasst heute 20.000 Zuschauer.
1935 und 1938 wurde der FC Sochaux Französischer Meister.